# صالح تمرتاشی
صالح بن احمد، تُمُرتاشی غزی همچنین با نسبِ عُمَری (۱۷۱۵م) فقیه حنفی و تاریخ‌نگار شامی فلسطینی بود. اثری از او با عنوان فی بلاد الشام (در سرزمین شام) در ۱۵ صفحه به خطش در کتابخانهٔ سلیمانه بوده است که در آن به اخبار فلسطین پرداخته. 